# Wasserbrücke (Physik)

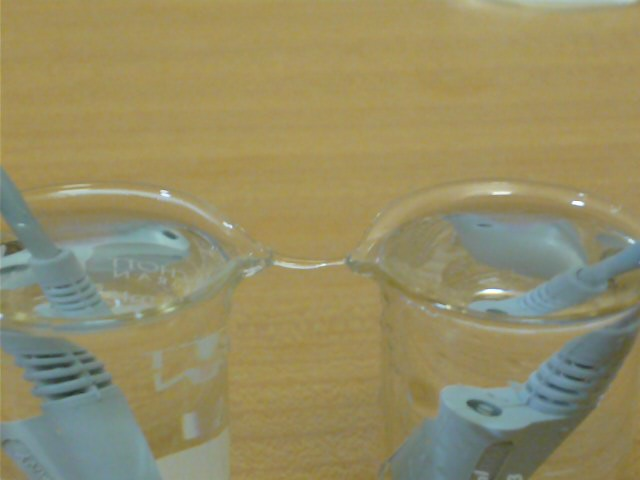
Eine Wasserbrücke

Die Wasserbrücke ist ein physikalisches Experiment, bei dem Hochspannung dazu verwendet wird, einen Wasserfaden zwischen zwei Glasgefäßen zu ziehen.
Hierfür wird zwischen zwei eng nebeneinander stehenden Glasbechern mit hochreinem und dadurch sehr schlecht leitendem Wasser eine Gleichspannung von etwa 15 Kilovolt angelegt. Dadurch steigt das Wasser an den Innenwänden empor und bildet, nach kurzzeitiger Funkenbildung, zwischen den beiden Gefäßen einen einige Millimeter dicken Wasserstrang. Bei langsamem Auseinanderziehen der Gefäße kann so eine bis zu 25 mm lange Wasserbrücke erzielt werden. Die Aufnahme von Verunreinigungen aus der Luft erhöht mit der Zeit die Leitfähigkeit des Wassers. Der damit zunehmende Stromfluss durch die Brücke führt dabei zu einer Erwärmung des Wassers und zum Abbrechen der Brücke.
Erstmals beschrieben wurde ein solcher Effekt schon 1893; der Wasserfaden wurde dabei mittels eines Baumwollfadens erzeugt, blieb nach dem Entfernen desselben aber nur für wenige Sekunden erhalten.
Für das Phänomen ist bisher keine praktische Anwendung bekannt; die elektrostatische Bewegung von Aerosolen ist dagegen bekannt und wird zum Beispiel beim hochspannungsunterstützten Farbspritzen und bei elektrostatischen Abscheidern angewendet.